# Hans-Georg Betz
Hans-Georg Betz (* 1956) ist ein deutscher Politikwissenschaftler.

## Leben
Betz studierte an der University of Texas at Austin (B.A.) und erwarb einen Ph.D. in Politikwissenschaft am MIT in Cambridge, Massachusetts. 1988 wurde er Assistent Professor am Department of Political Science der Marquette University in Milwaukee, Wisconsin und später an der Loyola University Chicago in Rom. Er war dann Associate Professor für European Studies an der Paul H. Nitze School of Advanced International Studies der Johns Hopkins University in Washington, D.C. und der Koç Üniversitesi in Istanbul sowie für Politikwissenschaft an der York University in Toronto, Kanada. 1998 war er Visiting Fellow am Institut für die Wissenschaften vom Menschen in Wien. Er war zuletzt Senior Research Associate am Canadian Centre for German and European Studies (CCGES) an der York University, Visiting Professor an der Universität Genf und Adjunct Professor an der Universität Zürich.
Betz forschte intensiv und vielbeachtet zu „radikalen Rechtspopulismen“ in Westeuropa. Er veröffentlichte Bücher und Beiträge in Sammelbänden und Fachzeitschriften wie Brown Journal of World Affairs, Aus Politik und Zeitgeschichte, West European Politics, International Journal, Party Politics, Theory, Culture & Society, Österreichische Zeitschrift für Politikwissenschaft, Comparative Political Studies, German Politics, Patterns of Prejudice, Politique et Societes, Review of Politics, Democracy and Security und New German Critique. Er ist Mitglied des Wissenschaftlichen Beirats des Jahrbuchs für Islamophobieforschung.
Er ist u. a. Mitglied der American Political Science Association; 2000 nahm er an der Bilderberg-Konferenz teil.
Betz lebt in Nyon im Kanton Waadt in der Schweiz.

## Schriften (Auswahl)
- Postmodern politics in Germany. The politics of resentment. St. Martin’s Press, New York 1991, ISBN 0-312-04881-5.
- Radical right-wing populism in Western Europe. St. Martin’s Press, New York 1994, ISBN 0-312-08390-4.
- (Hrsg. mit Stefan Immerfall): The new politics of the right. Neo-populist parties and movements in established democracies. Macmillan, London 1998, ISBN 0-312-21338-7.
- mit Ursula Soyez: How to fight right-wing extremism in Germany today. Hrsg. durch die Friedrich-Ebert-Stiftung, Washington, D.C., 2002, ISBN 0-9647348-8-5.
- La droite populiste Europa. Extrême et démocrate?. Autrement, Paris 2004, ISBN 2-7467-0451-X.
- mit Wolfgang Gessenharter, Gabriele Kämper, Claudia Schmidt, Richard Stöss: Die neue rechte Herausforderung. Rechtsextremismus in Deutschland und Europa. Dokumentation einer Veranstaltung der Reihe „Werkstattgespräche“ am 29. April 2005 (= Schriften der Grünen Akademie. 5). Hrsg. durch die Grüne Akademie der Heinrich-Böll-Stiftung, Berlin 2005.